# Bliv kvar hos mig - se dagens slut är när
Bliv kvar hos mig - se dagens slut är när är en aftonpsalm av Henry Francis Lyte från 1847, tonsatt av William Henry Monk 1861. Originalets titel Abide with me, fast falls the eventide (1847) översatt av Andrew L. Skoog 1899 och Carl Oscar Mannström 1920 och bearbetad eller egen översättning av Otto Witt för publicering i Segertoner 1930.
Lyte skrev psalmen då han låg för döden i tuberkulos.
Melodin i (Ess-dur, 2/2) är av William Henry Monk 1861 används också för psalmen Gud är mitt allt. En tonsättning gjordes av A. Elfrida Andrée 1901 för Andrew L. Skoogs text från 1899.
Sedan 1927 sjungs Abide with me före FA-cupfinalen på Wembley. Den sjöngs även vid giftermålet mellan Elisabeth II och Prins Philip. Psalmen sjöngs på engelska vid Prinsessan Lillians begravning. På OS-invigningen 2012 i London sjöngs den av Emeli Sandé.

## Publicerad som
- Nr 909 i The Church Hymn book 1872 i engelska originaltexten
- Nr 47 i Metodistkyrkans psalmbok 1896 under rubriken Morgon och afton".
- Onumrerad på s. 116-17 i Ancora 1901, med inledningsrad Blif kvar hos mig, se kvällen stundar nu.
- Nr 683 i Svenska Missionsförbundets sångbok 1920 under rubriken "Morgon och afton".
- Nr 651 i Nya psalmer 1921, tillägget till 1819 års psalmbok under rubriken "Tidens skiften: Morgon och aftonpsalmer: Aftonpsalmer".
- Nr 318 i Segertoner 1930 med titelraden "Förbliv hos mig, ty natten faller på"
- Nr 737 i Sionstoner 1935 under rubriken "Morgon och afton".
- Nr 447 i 1937 års psalmbok under rubriken "Afton".
- Nr 692 i Sånger och psalmer 1951 under rubriken "Afton".
- Nr 9 i Sions Sånger 1951
- Nr 524 i Frälsningsarméns sångbok 1968 under rubriken "Evighetshoppet".
- Nr 282 i Sions Sånger 1981 under rubriken "Morgon och afton".
- Nr 189 i Den svenska psalmboken 1986, 1986 års Cecilia-psalmbok, Psalmer och Sånger 1987, Segertoner 1988 och Frälsningsarméns sångbok 1990 under rubriken "Kväll".
- Nr 783 i Lova Herren 1988 under rubriken "Afton".
- Nr 522 i Svensk psalmbok för den evangelisk-lutherska kyrkan i Finland (1986) under rubriken "Morgon och afton"